# Alessi Massart
Alessi Massart, né le 19 novembre 2005 à Tertre dans le Hainaut, est un pongiste belge.

## Biographie

### Carrière sportive
Fils des pongistes Sébastien Massart et Aurore Raulier, Alessi Massart commence le tennis de table en 2013 à la Raquette Rouge de Basècles. Sa sœur Lilou pratique également le tennis de table à haut niveau et est classée cinquième meilleure joueuse de Belgique en 2023. Il obtient le classement B6 en quatre saisons seulement. En 2020, il rejoint le TTC Virton avec qui il évolue en Superdivision.
Le 25 juin 2022, Massart est sacré champion de Belgique en double mixte avec sa partenaire Cécile Ozer. Il réitère sa performance l'année suivante avec sa sœur Lilou.
Lors de la saison 2023-2024, il est classé A9 (neuvième meilleur joueur de Belgique).

## Palmarès
2016
- Champion de Belgique pré-minime en double avec Nolan Lerat

2017
- Champion de Belgique minime en double avec Nolan Lerat

2018
- Champion de Belgique minime en double mixte avec Camille Hannot
- Finaliste de l'Open de Tunisie cadet en équipe avec Louis Laffineur à Radès

2020
- Champion de Belgique cadet en double avec Xavier Wats
- Champion de Belgique cadet en double mixte avec Lilou Massart

2022
- Champion de Belgique senior en double mixte avec Cécile Ozer à Libramont
- Champion de Belgique junior en double avec Denis Nguyen
- Champion de Belgique série B
- Troisième aux Championnats d'Europe junior avec la Belgique

2023
- Champion de Belgique senior en double mixte avec Lilou Massart à Knokke

2024
- Champion de Belgique des moins de 19 ans